# Acantholimon korovinii
Acantholimon korovinii är en triftväxtart som beskrevs av Ekaterina Georgiewna Czerniakowska. Acantholimon korovinii ingår i släktet Acantholimon och familjen triftväxter. Inga underarter finns listade i Catalogue of Life.